# Fabryka Samochodów Osobowych

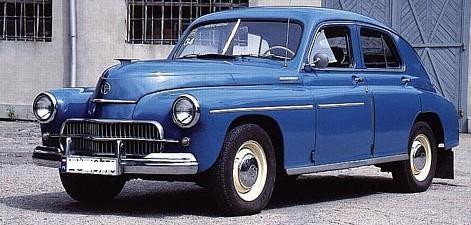
Warszawa M-20

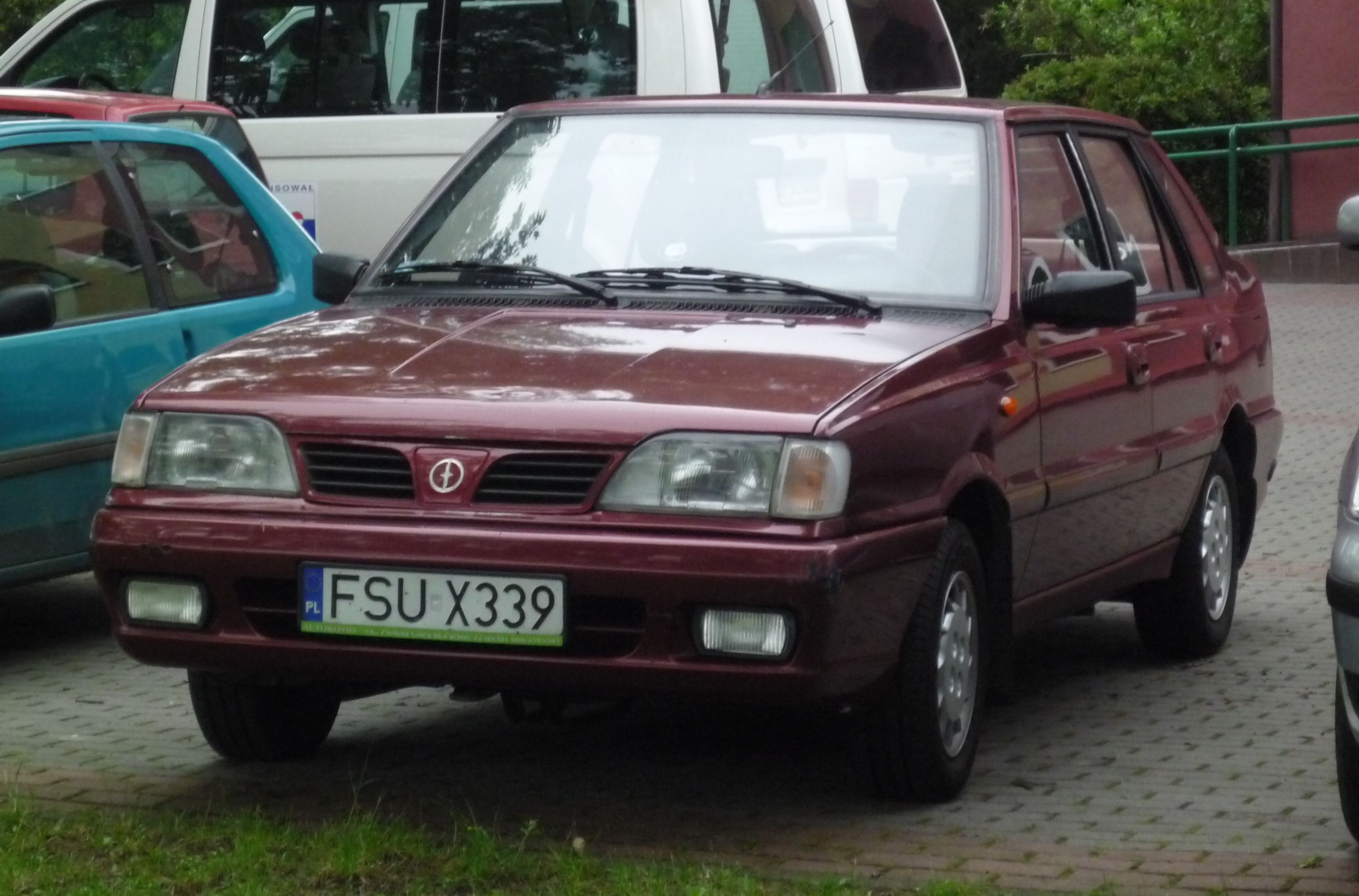
FSO Polonez Atu Plus

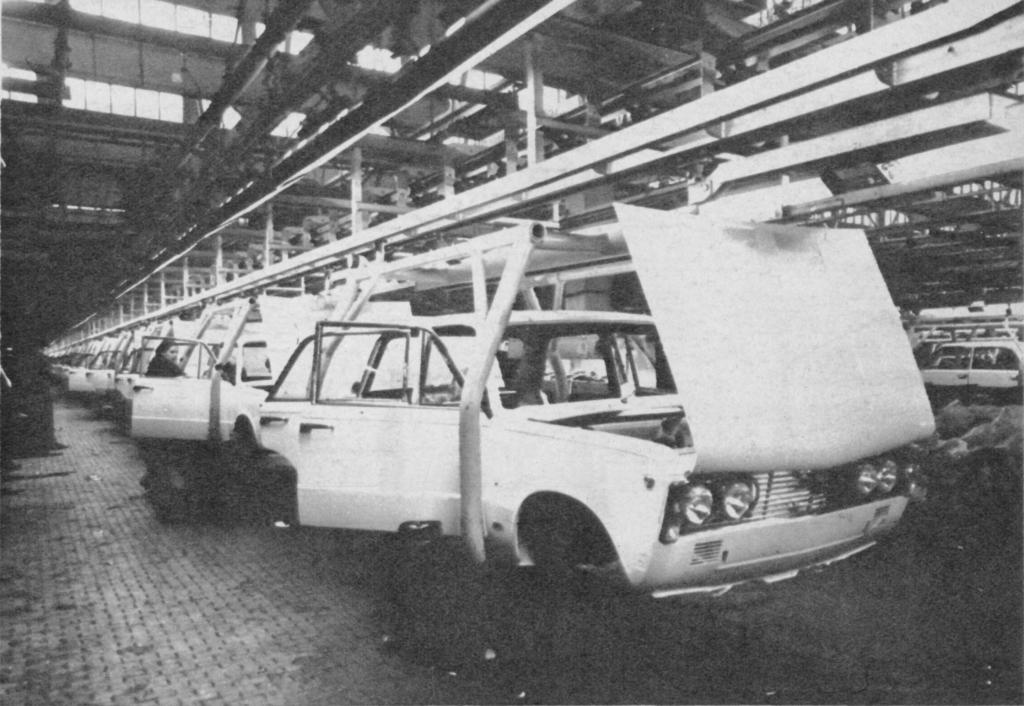
Tillverkning 1974.

Fabryka Samochodów Osobowych (FSO) var en bilfabrikant i Polen som grundades 1951 i Warszawa. Fabriken är mest känd för sin licenstillverkning av Fiat och tillverkningen av FSO Polonez. Tillverkningen lades ner 2002 och idag äger General Motors den gamla fabriken

## Historia
FSO grundades av den polska staten 1951 i stadsdelen Żerań i Warszawa för fordonstillverkning i efterkrigstidens Polen. Namnet är en förkortning av Fabryka Samochodów Osobowych, Fabrik för personbilar. Den första produkten var Warszawa M-20 som var en licensbyggd GAZ M20 Pobeda, som moderniserades något 1964 som Warszawa 223/224. 1957 inleddes även tillverkning av småbilen FsoSyrena.
1965 undertecknade den polska regeringen licensavtal med italienska Fiat om att tillverka utvalda modeller på licens under namnet Polski Fiat. Framförallt skulle Fiat 125 tillverkas som ersättare till den föråldrade Warszawa-modellen. År 1967 började man licensbygga Fiat 125 med benämningen Polski Fiat 125P. Modellen kom från 1983 att kallas FSO 125P och senare FSO 1300 / FSO 1500. Produktionen av den fortsatte fram till 1991.
1978 började man tillverka FSO Polonez, en femdörrars halvkombimodell med mekaniken från FSO 1500.
Efter 1989 började fabriken få problem och i mitten av 1990-talet köptes företaget av Daewoo (som i sin tur kollapsade 2001). Sedan inledde man ett samarbete med UkrAVTO, ägaren till ZAZ. UkrAVTO slöt sedan avtal med General Motors och Chevrolet Aveo tillverkades i FSO-fabriken åren 2007–2011.

## Modeller
- Warszawa M-20, 201, 223, 224
- Syrena 100, 101, 102, 103, 104
- Polski Fiat 125P
- Polonez MR'78/MR'83/MR'85, MR'86/MR'87/MR'89, Caro, Caro Plus, Atu, Atu Plus, Kombi, Cargo, Cargo Plus, Truck I, Truck II, Truck Plus, Coupe
- FSO Lanos (Daewoo)